# Physalis foetens
Physalis foetens är en potatisväxtart som beskrevs av Jean Louis Marie Poiret. Physalis foetens ingår i släktet lyktörter, och familjen potatisväxter. Inga underarter finns listade i Catalogue of Life.